# Holomitrium mucronatum
Holomitrium mucronatum là một loài Rêu trong họ Dicranaceae. Loài này được (Besch.) Thér. mô tả khoa học đầu tiên năm 1910.